# Элан (Арденны)
Эла́н (фр. Élan) — коммуна во Франции, находится в регионе Шампань — Арденны. Департамент — Арденны. Входит в состав кантона Флиз. Округ коммуны — Шарлевиль-Мезьер.
Код INSEE коммуны — 08152.
Коммуна расположена приблизительно в 200 км к северо-востоку от Парижа, в 85 км севернее Шалон-ан-Шампани, в 13 км к югу от Шарлевиль-Мезьера.

## Население
Население коммуны на 2008 год составляло 79 человек.
| 1962 | 1968 | 1975 | 1982 | 1990 | 1999 | 2008 |
| ---- | ---- | ---- | ---- | ---- | ---- | ---- |
| 106  | 86   | 86   | 74   | 79   | 77   | 79   |

## Экономика
В 2007 году среди 56 человек в трудоспособном возрасте (15—64 лет) 44 были экономически активными, 12 — неактивными (показатель активности — 78,6 %, в 1999 году было 71,7 %). Из 44 активных работали 41 человек (23 мужчины и 18 женщин), безработных было 3 (2 мужчин и 1 женщина). Среди 12 неактивных 5 человек были учениками или студентами, 3 — пенсионерами, 4 были неактивными по другим причинам.

## Достопримечательности
- Церковь Нотр-Дам[фр.] (XII век). Памятник истории с 1946 года.[3]
- Бывший цистерцианский монастырь Элан (XVII век). Памятник истории с 1946 года.[4]
- Фонтан Сен-Роже и небольшая часовня на краю леса.